# Edith Tudor-Hart
Pour l’article homonyme, voir Suschitzky.
Edith Tudor-Hart, née Suschitzky le 28 août 1908 à Vienne (Autriche) et morte le 12 mai 1973 à Brighton, en Angleterre, est une photographe britannique d'origine austro-hongroise dont certaines des œuvres sont exposées à la National Gallery de Londres. De convictions communistes, elle recruta pour le NKVD avant-guerre des étudiants d'Oxford et de Cambridge, dont Arthur Wynn et, indirectement, Kim Philby. Son frère Wolfgang Suschitzky est un photographe et directeur de la photographie connu en Grande-Bretagne.

## Biographie
Edith Suschitzky naît dans la famille d'un libraire juif de Vienne. Pendant un séjour en Grande-Bretagne, en 1925, elle fait la connaissance du Britannique Alex Tudor-Hart, de conviction communiste, qui étudie alors la chirurgie orthopédique à Vienne. Ils se côtoient ensuite à Vienne. Alex Tudor-Hart est un ancien étudiant de John Maynard Keynes à Cambridge, et plus tard de Melanie Klein. En 1926, Edith Suschitzky fait la connaissance à Vienne  d'Arnold Deutsch  qui la met en contact avec le département des relations internationales du Komintern, organisme international de liaison. En 1928, elle étudie la photographie au Bauhaus de Dessau, tout en gagnant sa vie comme puéricultrice pour les classes maternelles de l'école Montessori de Vienne. Pour autant, elle réalise des photographies, en publie dans des magazines (tels que le magazine social-démocrate et anti-fasciste Der Kuckuck (de) ou encore le magazine culturel Die Bühne) au début des années 1930, et collabore quelquefois avec l'agence de presse soviétique Tass. Ses photographies de la ville de Vienne de l'époque montrent sa sensibilité aux problèmes sociaux,. 
Elle se marie en 1933 avec Alex Tudor-Hart, puis le couple s'installe à Londres pour échapper à une surveillance policière à Vienne. Ils ont deux enfants (Julian, dès 1927, et Tommy né en 1936). À Londres, Edith Tudor-Hart est en contact avec d'autres femmes photographes, comme Grete Stern,  réalise des photographies et participe à des expositions. Alex Tudor-Hart part combattre dans la guerre d'Espagne du côté républicain, en tant que médecin, entre décembre 1936 et octobre 1938. Pendant ce temps Edith Tudor-Hart photographie pour des magazines comme The Listener, The Social Scene ou Design Today. Elle fait des reportages photographiques sur les réfugiés de la guerre d'Espagne et sur la région du nord-est de l'Angleterre en plein déclin industriel. 
Elle se focalise davantage à partir de la fin des années 1930 sur les difficultés de logement, le manque de protection de l'enfance, de santé, sur l'éducation et l'aide aux enfants handicapés. Ce changement est peut-être dû à la séparation d'avec son mari au retour de celui-ci de la guerre d'Espagne et au handicap de leur fils Tommy, schizophrène incurable. Sous l'influence d'Arnold Deutsch désormais lui-aussi installé à Londres, son engagement politique passe désormais par sa participation au recrutement des agents d'un réseau d'espionnage au profit des Soviétiques, les  Cinq de Cambridge. Elle suggère à Deutsch de recruter Kim Philby et sa future épouse Litzi. Elle recrute directement Arthur Wynn qui formera un cercle d'influence à Oxford. Elle agit en tant qu'intermédiaire entre Anthony Blunt et Bob Stewart en 1940. Après la Seconde Guerre mondiale, avec le début de la Guerre froide dans les années 1950, les services britanniques la placent sous surveillance.  En 1951, elle détruit une grande partie de ses archives et continue son activité. Elle meurt à Brighton en 1973.
La vie d'Edith Tudor-Hart est racontée en 2016 par son neveu Peter Stephan Jungk,.